# Mulher de Buhl
Mulher de Buhl, também conhecida por Buhla, é o nome de um esqueleto de uma mulher pré-histórica (Paleoamericana) encontrada em uma pedreira perto de Buhl, Idaho, Estados Unidos, em janeiro de 1989. A idade do esqueleto foi estimada por datação por radiocarbono em 10.675 ± 95, que confirma este como um dos mais antigos conjuntos de restos humanos encontrados nas Américas. A descoberta foi feita por um pedreiro ao notar o que foi encontrado na tela de um triturador de pedra, o osso da coxa. O esqueleto quase completo foi posteriormente descoberto nas proximidades.

## Análise científica
Uma análise do esqueleto mostrou que Buhla tinha entre 17 e 21 anos, 1,57m de altura e um bom estado de saúde geral. A causa da morte não pôde ser determinada.
A análise de isótopos de carbono e nitrogênio do colágeno ósseo de Buhl sugere que sua alimentação em grande parte consistia em bisões e alces, com ocasionalmente salmão e outros peixes. Os padrões de desgaste em seus dentes indicavam que a carne foi cozida antes de comer. Seus dentes mostravam sinais de forte desgaste causado por areia ou cascalho, desgaste que seria consistente com o uso de lapidação ou trituração de pedra. Defeitos no esmalte dos dentes e linhas de crescimento interrompido no fêmur indicam desnutrição periódica. Esse estresse nutricional pode ser sazonal e / ou resultado de doenças infantis.
Nenhum teste genético foi feito e há discordância quanto à morfologia do crânio. O antropólogo Todd Fenton, da Michigan State University, indicou que a morfologia do crânio é semelhante à dos índios americanos e das populações do Leste Asiático, embora de acordo com o antropólogo Richard Jantz da Universidade do Tennessee, "ela não se encaixa em nenhum grupo moderno, mas é majoritariamente semelhante aos polinésios de hoje".

## Possibilidade de bens mortuários
A bochecha direita de Buhl estava sobre uma ferramenta de obsidiana pontuda e lascada por pressão. Uma vez que esta ferramenta não mostra nenhum sinal de desgaste e como o posicionamento desta ferramenta parece deliberado, foi teorizado que ela foi feita como uma oferta grave. Além disso, fragmentos do que poderia ser um furador ou alfinete e uma agulha de osso quebrada foram encontrados com o esqueleto, junto com um osso de texugo inciso. Como a ferramenta de obsidiana, o buraco da agulha de osso não apresentava sinais de desgaste.

## Reburial
Buhla foi encontrada em terras estaduais, não federais, portanto a Lei de Proteção e Repatriação de Túmulos dos Nativos Americanos (NAGPRA) não se aplica. Ela foi repatriada de acordo com o Estatuto do Estado de Idaho, cujas disposições gerais são consideradas indígenas e devem ser devolvidas à tribo mais próxima reconhecida federalmente, neste caso, as tribos Shoshone-Bannock em Fort Hall. Em 1992, os restos mortais e os artefatos foram entregues ao Shoshone – Bannock de Fort Hall, apesar das objeções extenuantes de muitos arqueólogos e apesar da falta de evidências que ligassem Buhla a esta tribo. A tribo enterrou os restos mortais em 1993.